# اشتباكات أحرار الشام–الجبهة الشامية 2022
اندلعت اشتباكات بين أحرار الشام والجبهة الشامية، وهما فصيلان من الجيش السوري الحر المدعوم من تركيا، عبر مناطق محافظة حلب التي تحتلها تركيا في يونيو 2022. كانت أحرار الشام مدعومة من هيئة هيئة تحرير الشام من أراضي الأخيرة في محافظة إدلب، فيما دعم فيلق الشام وجيش الإسلام الجبهة الشامية.

## الاشتباكات
السبب المزعوم للحرب هو انشقاق الفرقة 32، وهي جزء من الفرع الشرقي لأحرار الشام، من الفيلق الثالث للجيش السوري الحر المدعوم من تركيا الذي تهيمن عليه الجبهة الشامية. بعد هذا الانشقاق، هاجمت الجبهة الشامية، بعد وصول تعزيزات من الدبابات والمدفعية من مدينة أعزاز، مواقع أحرار الشام في ريف منطقة الباب في 18 يونيو، حيث حاصرت منطقة أحرار الشام الكردية التي تسيطر عليها - غالبية قريتي تل بطال وعبلة قبل الشروع في اقتحام مقرات أحرار الشام والسيطرة عليها في القريتين. ثم انسحب الفصيلين المقاتلين إلى أطراف القرى. قتل مقاتل واحد على الأقل من أحرار الشام، كما قُتل أربعة مدنيين بينهم طفلان، وأصيب 11 مدنيًا خلال الاشتباكات التي دارت في ريف الباب، والتي امتدت إلى قرى سوسيان والحدث وعولان والشيخ علوان.
وردًا على الاشتباكات أغلق فيلق الشام والجيش السوري الحر المدعوم من تركيا معبري الغزاوية ودير بلوط اللذين يربطان مناطق سيطرة الجيش الحر وهيئة تحرير الشام بين منطقة عفرين ومحافظة إدلب. ومع ذلك، استولت هيئة تحرير الشام بعد ذلك على معبر الغزاوية بعد انسحاب فيلق الشام. تقدمت قافلة هيئة تحرير الشام وأحرار الشام المكونة من مدافع رشاشة ثقيلة ومدفعية وناقلات جند مصفحة شمالًا إلى ناحيتي جنديرس وعفرين، واستولت على جنديرس وقرى الباسوطة والمحمدية والغزاوية وقرزيحل وعين دارة. شهدت قرزيحل أعنف قتال.
ثم توسطت تركيا في وقف إطلاق النار بين الفصائل المقاتلة. نص الاتفاق على انسحاب رتل هيئة تحرير الشام من المناطق التي احتلتها في عفرين، وعودة مقر أحرار الشام في الباب. غادر جميع مقاتلي هيئة تحرير الشام قرية قرزيحل ومنتزه عين دارة وأعادوا تجميع صفوفهم في باسوطة ودير بلوط بالقرب من دارة عزة. ورغم الهدنة هاجمت أحرار الشام قواعد جبهة الشام في تل بطال. بحلول صباح يوم 19 يونيو، توقف القتال في جميع المناطق باستثناء قرية سوسيان في الباب.